# Насорулин, Александр Викторович
Алекса́ндр Ви́кторович Насору́лин (род. 13 сентября 1967, Болчары, Кондинский район) — российский биатлонист и лыжник. Многократный чемпион и призёр зимних Паралимпийских игр, многократный чемпион мира и Европы. Заслуженный мастер спорта России по биатлону и лыжным гонкам среди спортсменов с нарушением зрения.

## Награды
- Орден «За личное мужество» (1994).
- Орден Почёта (1998).
- Заслуженный мастер спорта России.